# Ágnes-forrás
Ágnes-forrás (en français : « source Ágnes ») est le nom d'une source chaude située dans le 12e arrondissement de Budapest sur les pentes de l'Orbán-hegy.